# Màu đơn sắc

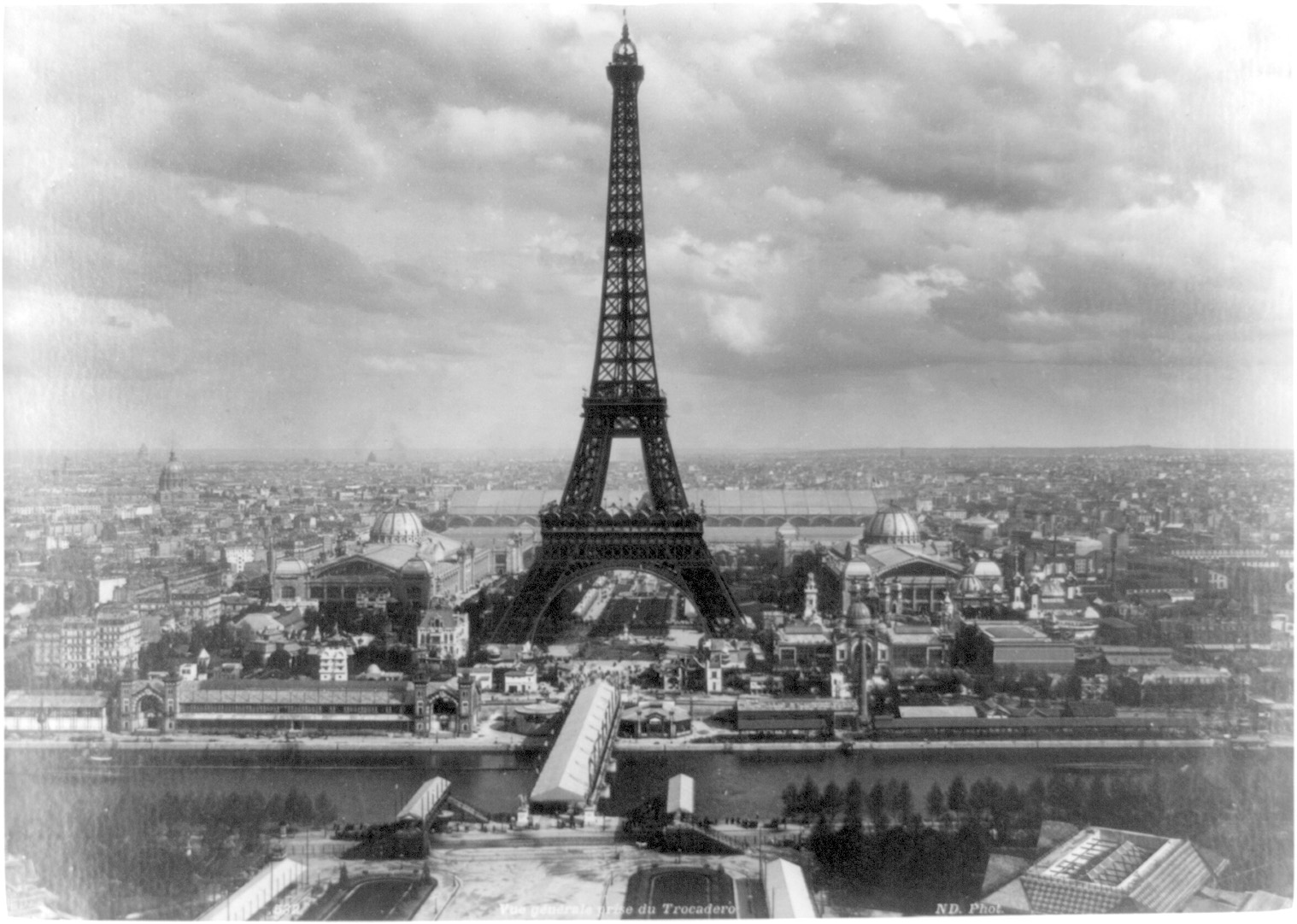
Đơn sắc đen trắng: Tháp Eiffel trong Triển lãm Thế giới 1889

Ảnh lập thể đơn sắc anaglyph hiển thị màu đỏ và lục lam.

Màu đơn sắc: các thiết bị nhìn đêm thường tạo ra hình ảnh đơn sắc, điển hình là màu xanh lục

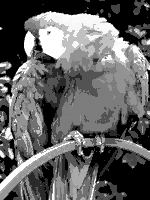
Một bức ảnh của một con vẹt đuôi dài được thể hiện bằng bảng màu đơn sắc với số lượng sắc thái hạn chế

Một hình ảnh đơn sắc  chỉ bao gồm một màu (hoặc giá trị của một màu). Thuật ngữ đơn sắc xuất phát từ tiếng Hy Lạp cổ: μονόχρωμος, đã Latinh hoá: monochromos, n.đ. 'có một màu'.
Một vật thể đơn sắc hoặc hình ảnh phản ánh màu sắc trong sắc thái hạn chế màu sắc hoặc sắc độ. Hình ảnh chỉ sử dụng các sắc thái của màu xám (có hoặc không có màu đen hoặc trắng) được gọi là thang độ xám hoặc đen trắng. Tuy nhiên, về mặt khoa học, ánh sáng đơn sắc đề cập đến ánh sáng khả kiến của một dải bước sóng hẹp (xem màu quang phổ).

## Ứng dụng
Trong một hình ảnh, thuật ngữ đơn sắc thường được sử dụng có nghĩa tương tự như màu đen và trắng hoặc, nhiều khả năng là thang độ xám, nhưng cũng có thể được sử dụng để chỉ các kết hợp khác chỉ chứa các tông màu của một màu, chẳng hạn như xanh lục và trắng hoặc xanh-đỏ. Nó cũng có thể đề cập đến màu nâu đỏ hiển thị các tông màu từ màu nâu nhạt đến màu nâu sẫm hoặc màu lục lam ("in xanh") và các phương pháp chụp ảnh ban đầu như daguerreotypes, ambrotypes và tintypes, mỗi hình ảnh có thể được sử dụng để tạo ra hình ảnh đơn sắc.
Trong điện toán, đơn sắc có hai nghĩa:
- Nó có thể có nghĩa là chỉ có một màu được bật hoặc tắt (còn được gọi là hình ảnh nhị phân),
- Cho phép sắc thái của màu đó.

Một màn hình máy tính đơn sắc chỉ có thể hiển thị một màu duy nhất, thường là màu xanh lục, màu hổ phách, màu đỏ hoặc trắng và thường là các sắc thái của màu đó.
Trong chụp ảnh phim, đơn sắc thường sử dụng trong các bộ phim đen trắng. Ban đầu, tất cả các nhiếp ảnh được thực hiện trong đơn sắc. Mặc dù có thể chụp ảnh màu ngay cả vào cuối thế kỷ 19, những bộ phim màu dễ sử dụng, như Kodachrom, không có sẵn cho đến giữa những năm 1930.
Trong chụp ảnh kỹ thuật số, đơn sắc là cảm biến chỉ chụp các màu đen của cảm biến hoặc bằng cách xử lý hậu kỳ một hình ảnh màu để chỉ hiển thị độ sáng cảm nhận bằng cách kết hợp các giá trị của nhiều kênh (thường là màu đỏ, xanh lam và xanh lục). Trọng số của các kênh riêng lẻ có thể được chọn để đạt được hiệu quả nghệ thuật mong muốn; nếu chỉ chọn kênh màu đỏ theo trọng số thì hiệu ứng sẽ tương tự như sử dụng bộ lọc màu đỏ trên phim toàn sắc. Nếu kênh màu đỏ được loại bỏ và kết hợp màu xanh lá cây và màu xanh lam thì hiệu ứng sẽ tương tự như của phim chỉnh hình hoặc sử dụng bộ lọc màu lục lam trên phim toàn sắc. Do đó, việc lựa chọn trọng số cho phép một loạt các biểu hiện nghệ thuật trong hình ảnh đơn sắc cuối cùng.
Để sản xuất một hình ảnh màu bổ sung, nguồn ảnh lập thể màu gốc trước tiên có thể được giảm xuống thành đơn sắc để đơn giản hóa việc hiển thị hình ảnh. Điều này đôi khi được yêu cầu trong trường hợp một hình ảnh màu sẽ hiển thị một cách khó hiểu với các màu sắc và hoa văn có trong hình ảnh nguồn và các bộ lọc lựa chọn được sử dụng (thường là màu đỏ và màu bổ sung, màu lục lam).

## Trong vật lý
Trong vật lý, ánh sáng đơn sắc là bức xạ điện từ có tần số đơn. Theo nghĩa vật lý, không có nguồn bức xạ điện từ nào hoàn toàn là đơn sắc, vì điều đó sẽ đòi hỏi một làn sóng có thời lượng vô hạn do hậu quả của đặc tính định vị của biến đổi Fourier (xem sự kết hợp quang phổ). Ngay cả các nguồn rất được kiểm soát như tia laser hoạt động trong một dải tần số (được gọi là băng thông quang phổ). Trong thực tế, ánh sáng được lọc, ánh sáng nhiễu xạ cách ly và ánh sáng laser đều được gọi là đơn sắc. Thông thường các nguồn sáng có thể được so sánh và một nguồn được gắn nhãn là nhiều màu đơn sắc hơn (theo cách sử dụng tương tự như đơn sắc). Một thiết bị cách ly một dải tần số hẹp từ nguồn băng thông rộng hơn được gọi là bộ đơn sắc, mặc dù băng thông thường được chỉ định rõ ràng, do đó, một tập hợp tần số được hi.